# Cryptolabis luteicosta
Cryptolabis luteicosta är en tvåvingeart som beskrevs av Alexander 1934. Cryptolabis luteicosta ingår i släktet Cryptolabis och familjen småharkrankar.
Artens utbredningsområde är Panama. Inga underarter finns listade i Catalogue of Life.